# SilverName
Владисла́в Сино́тов (род. 7 июля 1997, Тверь, Тверская область, Россия), более известный как SilverName (рус. СильверНейм) — стример на платформе Twitch и профессиональный игрок в Hearthstone, выступающий за команду Team Spirit.

## Биография
В раннем детстве SilverName интересовался задачами на логику и математику. По этой причине был отправлен родителями в гимназию. Закончив 9 классов, Владислав решил попробовать поступить в музыкальный колледж, выбрав основным инструментом гитару. По мере того как Влад обучался в колледже, он начал увлекаться компьютерными играми. Из-за игры в компьютер SilverName стал уделять меньшее время учёбе, следствием стала плохая успеваемость.
В конечном итоге Влад выбрал занятие киберспортом, а учёбу в колледже забросил на третьем курсе. Первые серьёзные шаги в киберспорте SilverName сделал в 2015 году.
3 декабря 2020 года занял 3—4 места на Hearthstone World Championship 2020.
В 2021 году стал самым популярным русскоязычным стримером на Twitch.
Номинант в категории «Новые медиа» в рейтинге Forbes «30 до 30» 2022 года.

## Соревновательная карьера в киберспорте
- WCA 2016 (1 место)[8][9]
- 2015 HWC — Europe Championship Qualifier (12 место)
- ESL Hearthstone Legendary Series 2016 (12 место)
- WCA 2016 — Europe Qualifier (2 место)
- Kinguin for Charity with Paypal (9—16 место)
- Kinguin for Charity with PaySafeCard (8 место)
- 2017 Hearthstone Global Games (25—32 место)
- WESG 2019 (8 место)
- StarLadder Hearthstone Ultimate Series 2019 Winter (4 место)
- Grandmasters 2019 Season 2 — EMEA (4 место)
- Grandmasters 2020 Season 1 — EMEA (4 место)
- Hearthstone World Championship 2020 (3—4 место)[4][5]